# Cambaridae
Cambaridae — найбільша родина річкових раків, що містить більш за 400 видів. Більшість з видів поширені у Північній Америці на схід до вододілу, як наприклад інвазивні види Procambarus clarkii і Orconectes rusticus. Крім того деякі представники поширені у Східній Азії і Японії, як наприклад Cambaroides japonicus.
Молекулярні дослідження, проведені у 2006 році, показали, що родина Cambaridae може бути парафілічною, містити також родину Astacidae, а статус роду Cambaroides — нез'ясований.